# Robert Koehler
 (7 février 2017).
Pour les articles homonymes, voir Koehler.
Robert Koehler, né le 28 novembre 1850 et mort le 23 avril 1917, est un peintre allemand et professeur d'art qui a passé la plupart de sa carrière aux États-Unis.

## Biographie
Robert Koehler est né à Hambourg ; sa famille écrivait leur nom Köhler jusqu'à ce qu'ils déménagent à Milwaukee dans le Wisconsin, en 1854. Là, il intègre la German-English Academy (appelée maintenant University School of Milwaukee). Il est diplômé de l'académie en 1865, mais continue ses leçons avec le maître d'école de dessin, Henry Vianden, qui a obtenu son diplôme de Munich, de l'Académie Royale des Beaux-Arts. Il a fait son apprentissage lui-même dans une entreprise de lithographie.
En 1871, il se rend à New York pour une chirurgie de l'œil, et y est resté pour travailler comme lithographe. Après des études de dessin dans les cours du soir de la National Academy of Design, il se rend à Munich pour étudier les beaux-arts à l'Académie Royale en 1873, étudiant avec Karl von Piloty et Ludwig Thiersch. Il retourne à New York après deux ans en raison de l'épuisement des fonds. En 1879, il est en mesure de retourner à Munich avec des moyens fournis par George Ehret, de New York, dont l'attention avait été attirée par l'ambition et les capacités du jeune artiste. Lors de son deuxième voyage, il étudie sous Ludwig Löfftz et Franz Defregger. Son amitié avec William Merritt Chase et Frank Duveneck date de cette époque.
Il commence à exposer à l'Académie Nationale de New York en 1877. En 1885, il prend en charge une école privée d'art dans la ville. Il a organisé le département américain de l'exposition internationale d'art à Munich en 1883, et a été nommé par les autorités bavaroises pour agir dans la même condition pour l'exposition de 1888.
En 1892, Robert Koehler retourne à New York pour travailler comme portraitiste.

## Œuvre

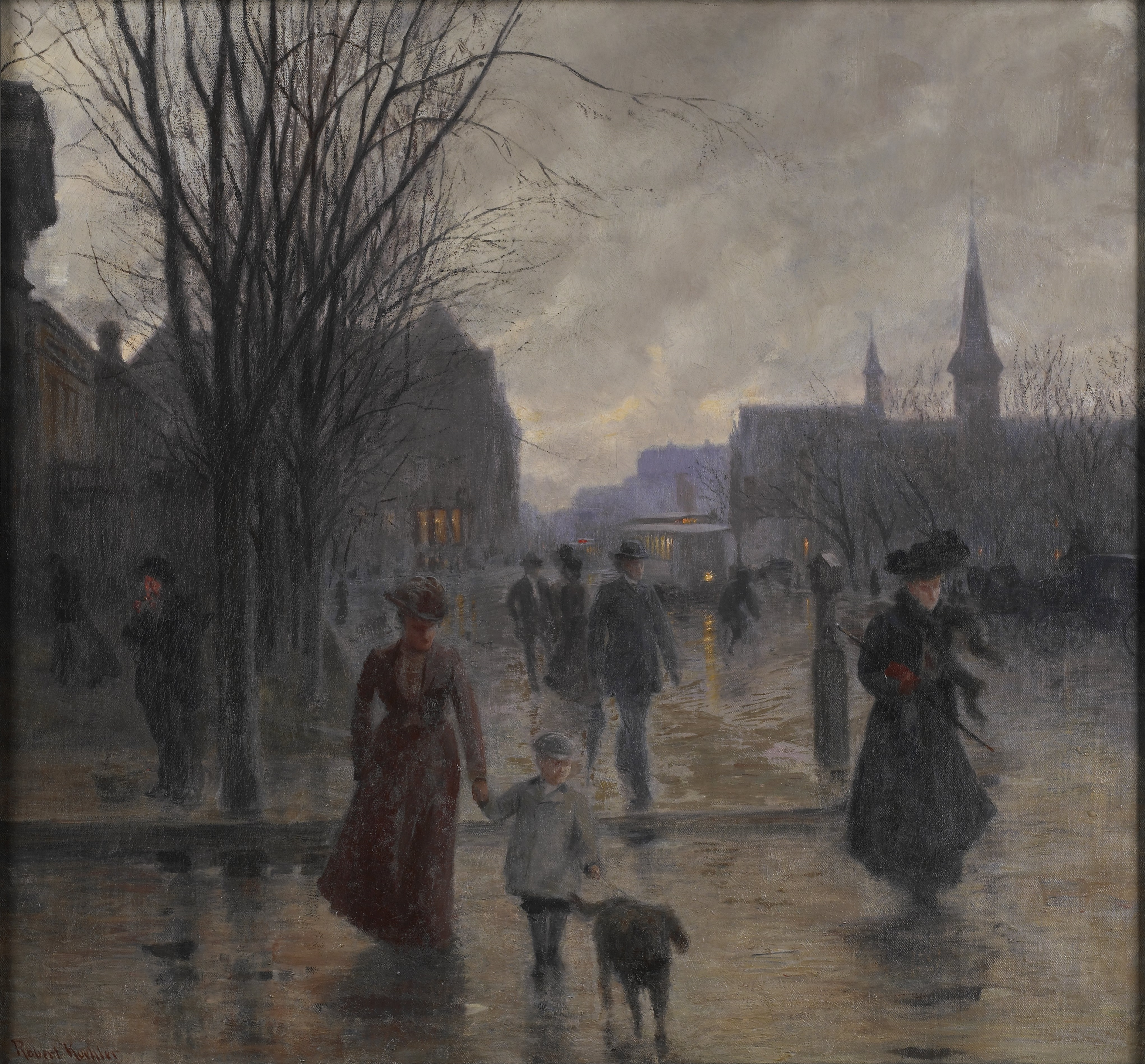
Rainy Evening on Hennepin Avenue c. 1902. L'huile sur toile originale est au Minneapolis Institute of Arts

- Holy-day Occupation (1881, à la Pennsylvania Academy of the Fine Arts)
- Her Only Support (1882)
- The Socialist (1883, au Deutsches Historisches Museum à Berlin)
- The Strike une grande composition (1886, au Deutsches Historisches Museum de Berlin) [2]
- At the Cafe (c. 1887, collection privée) [3]

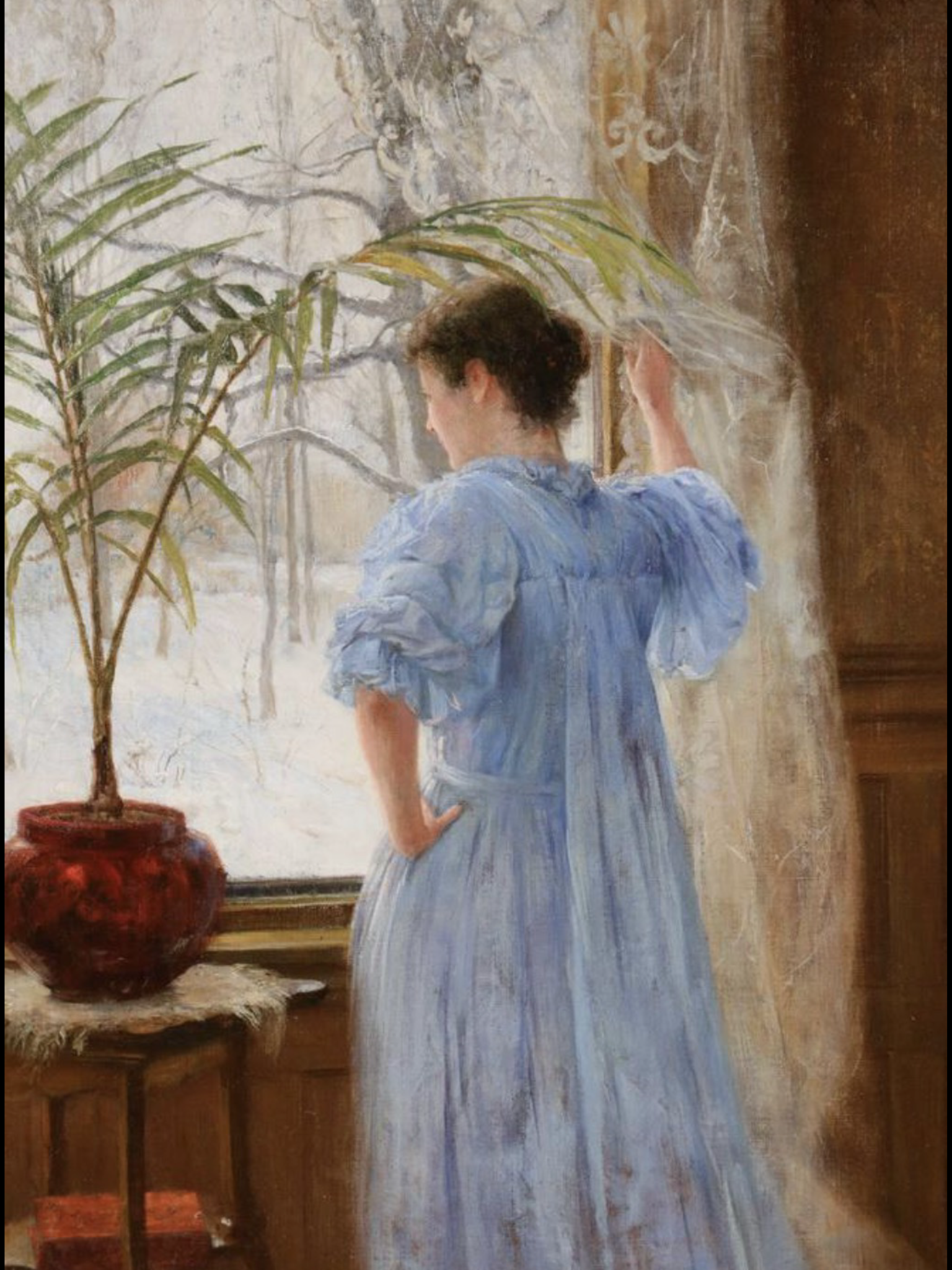
First Snow, Minnesota

- First Snow, Minnesota First Snow, Minnesota (c. 1895). Collection Privée.
- Portrait of Alvina Roosen (c. 1900)
- Rainy Evening on Hennepin Avenue (c. 1902)
- Herbjørn Gausta (1915)
- Study Head (Minneapolis Institute of Arts)
- Violet (Minneapolis Athletic Club)
- Portrait of Dean Wulling (Université d'État du Minnesota)
- The Carpenter's Family (Collection de M. et Mme Daniel Elliot, Woodland Hills, CA) [4]
- The Family Bible
- Salve Luna
- un portrait dans la Bibliothèque Publique à Alexandria, Minnesota
- un portrait à la Bibliothèque Commémorative à Blue Earth, Minnesota